# Vavilovia
Vavilovia es un género monotípico de plantas con flores   perteneciente a la familia Fabaceae. Su única especie: Vavilovia formosa (Steven) Fed. 1939, es originaria del  Cáucaso y el Cercano Oriente.

## Descripción
Es una planta herbácea perennifolia que alcanza los 10-20 cm de altura con tallos ramificados. Las hojas son complejas, y consisten en un par foliolos cordados circulares o romboidales de 1-2 cm de largo con una base redondeada. Con pedúnculos de una longitud  doble que las hojas, de color rosa, con 1-2 flores . Florece en julio. Los frutos son planos, de color marrón amarillento, dehiscentes al madurar con semillas lisas pequeñas o de color oliva o marrón oscuro en color negro con puntos.

## Distribución y hábitat
Son endémicas de la región del Cáucaso y el Cercano Oriente (Irán, Turquía), creciendo como especímenes solitarios o en grupos pequeños en la grava a una altitud de 2.600-3.500 metros sobre el nivel del mar.
Los intentos de cultivar esta planta en el área de las tierras bajas no han tenido éxito, las plantas plantadas mueren rápidamente. 

## Taxonomía
Vavilovia formosa fue descrita por (Steven) Al.Fed. y publicado en Trudy Botanicheskogo Instituta, Akademii Nauk Armyanskoi SSSR 1: 52. 1939.
Etimología
Vavilovia; nombre genérico que fue nambrado en honor del naturalista Nikolaj Ivanovich Vavilov (1887-1943).
formosa: epíteto latíno que significa "hermosa".
Sinonimia
- Alophotropis aucheri (Jaub. & Spach) Grossh.
- Alophotropis formosa (Steven) Grossh.
- Orobus formosus Steven
- Pisum aucheri Jaub. & Spach
- Pisum formosum (Steven) Alef.
- Vavilovia aucheri (Jaub. & Spach) Al. Fed.
- Vicia aucheri Boiss[2]